# Хаммер, Джейми
Джейми Хаммер (англ. Jaime Hammer; род. 16 мая 1982 года, Чикаго, Иллинойс, США) — американская модель журнала Playboy и Penthouse, а также порноактриса
.

## Биография
Джейми Хаммер родилась в Чикаго. После окончания школы окончила Университет штата Аризона и получила ученую степень в области коммуникаций. На старших курсах университета она решила пройти кастинг для журнала Playboy. Весной 2004 года её фото появилось на обложке Playboy’s College Girls. Позже её фотосессия печатается в специальном сотом издании Playboy’s Lingerie.
Девушка переезжает в Лос-Анджелес, чтобы успевать работать во всех этих журналах. В настоящее время она живёт в Лас-Вегасе.
23 мая 2005 года Джейми становится Playboy’S Cover Girl недели, а в сентябре Cover Girl месяца. В 2007 году она появилась на обложке Penthouse, и в ноябре была признана «Киской месяца».
В жизни Джейми Хаммер придерживается правила трех «B» — brains (мозг), beauty (красота) и boobs (сиськи).

## Факты
- Среди своих увлечений девушка называет spa, пилатес и шоппинг, а своим кумиром считает актрису Кармен Электру[4].
- На 2014 год снялась в 8 порнофильмах[5].